# La pícara cenicienta
La pícara cenicienta  es una película en blanco y negro de Argentina dirigida por Francisco Mugica sobre el guion de Rodolfo Manuel Taboada según la obra teatral Champagne Super, de Stephan Bekeffi y Adorjan Stella que se estrenó el 14 de agosto de 1951 y que tuvo como protagonistas a George Rigaud, Margot Cottens, Osvaldo Miranda, Golde Flami y Marcos Zucker.

## Sinopsis
Una joven debe guarecerse una tarde de lluvia en la casa del escritor del que está enamorada.

## Reparto
- George Rigaud
- Margot Cottens
- Osvaldo Miranda
- Golde Flami
- Marcos Zucker
- Héctor Quintanilla
- Elcira Olivera Garcés

## Comentarios
El Heraldo del Cinematografista opinó:

”Historia limpia y sencilla, de pronunciado tono romántico manejada tal vez con menos brillo que el requerido.”